# Florence Baverelová-Robertová
Florence Baverelová-Robertová (* 24. května 1974 Pontarlier) je bývalá francouzská biatlonistka a olympijská vítězka ze sprintu z olympijských her v Turíně roku 2006. Ze stejných her si přivezla i jednu medaili kolektivní, a to bronz ze štafety. Zúčastnila se i her v Naganu a v Salt Lake City. Nejlepšího individuálního výsledku na mistrovství světa dosáhla v roce 2007, když skončila druhá v závodě na 15 kilometrů. Ve stejném roce dosáhla i nejlepšího celkového výsledku ve Světovém poháru - pátého místa. Po této sezóně však ukončila kariéru. Po skončení závodní kariéry se stala odbornou komentátorkou televizní stanice Eurosport. Jejím manželem byl francouzský biatlonista Julien Robert.